# 북부양털거미원숭이
북부양털거미원숭이 또는 북부무리키(Brachyteles hypoxanthus)는 거미원숭이과에 속하는 영장류의 일종이다. 원산지는 브라질이다. 브라질의 리우데자네이루주와 이스피리투산투주, 미나스제라이스주 그리고 바이아주에서 발견된다.